# Battery Eliminator Circuit
Ein Battery Eliminator Circuit, abgekürzt BEC, ist eine oft im RC-Modellbau verwendete elektronische Spannungsregelung und ersetzt („eliminiert“) eine zweite Batterie. Ziel ist es, die Stromversorgung des Antriebes und der Steuerung mit einer einzigen Stromquelle sicherzustellen. Moderne Fahrtregler (engl. Electronic Speed Control, abgekürzt ESC) haben oft eine BEC integriert.
Der BEC wandelt die Eingangsspannung (fast gleich der Spannung der/des Motorenausgänge/Motorenausganges (oft 7–24 V)) auf 5 V, neuere Generationen liefern eine feste oder einstellbare Ausgangsspannung von 6,0 - 7,4 V.  Diese Spannung ist zum Betrieb der Elektronik (z. B. Empfänger und Servos) notwendig.
Ein Unterspannungsschutz schaltet bei Unterschreitung einer minimalen Batteriespannung den Antrieb ab oder reduziert dessen Leistung, damit die Versorgung der Servos und des Empfängers für eine sichere Rückkehr zum Modellbediener sichergestellt bleibt.
Die Integration einer BEC in den Fahrtregler ist praktischer und gleichzeitig weniger aufwendig, zum einen auf Grund der bei der Anwendung einer Batterie notwendigen zusätzlichen Kabel, zum anderen wegen der Gewichts- und der Platzersparnis.
Servos mit hohen Spitzenströmen bedingen Spannungseinbrüche, denen mit Stütz-Batterien oder -Akkus oder mit parallel geschaltetem Elektrolytkondensator mit relativ hoher Kapazität zu begegnen ist.